# Playas de Ferrero y El Picón
Las Playas de Ferrero y El Picón, se encuentra en el concejo asturiano de Gozón y pertenece a la localidad de Ferrero. La larguísima Playa de Ferrero es un gran pedrero, sin arena y en forma de concha y está formada por varias calas como son: El Picón, Solarriba y La Carrera. Tiene una longitud de unos 500 m y una anchura media de 20 a 25 m. Su último tramo de unos 50 m es una pequeña cala muy utilizada por pescadores y es la conocida como El Picón citado.
Para acceder a esta playa hay que localizar los pueblos más cercanos que son «Ferrero» y «Viodo». El que acceso que lleva al centro de la playa está frente a la carretera que va desde el Cabo de Peñas hasta Verdicio y que se cruza con la que va de Viodo a Luanco por la costa. El último tramo es peligroso ya que ve haciendo zigzags y discurre por un terreno inestable. La última playa de este grupo, como ya se indicó es la cala de El Picón. La referencia para llegar es un repetidor de telefonía pero la dificultad está en que el camino está invadido de maleza y tojos.
Toda esta zona es un «Paisaje Protegido del Cabo de Peñas». Hay un centro de interpretación de esta zona. Merece la pena visitar el conjunto arquitectónico del pueblo de Ferrero, pasear por la senda PR-AS 25 que discurre entre el Cabo de Peñas y el Faro de Avilés. Lasactividades recomendadas son la pesca submarina y la de recreoa caña. Hay que temar precauciones con la subida de la marea pues se puede quedar aislados.